# Габи Тъфт
Габи Тъфт (родена Габриел Алън Туфа на 1 ноември 1978 г.) е американска професионална кечистка. Тя подписва с WWE, където работи в Първична сила под името Тайлър Рекс. Тя също така е участвала във FCW където е била отборна шампионка с Джони Къртис и е печелила веднъж световната титла на FCW. През 2020 г. прави операция за смяна на пола.

## Отбор с Кърт Хокинс (2011)
На 26 април Рекс отива в Първична сила като е избрана от WWE Draft за 2011 г. след като се бие в „тъмни мачове“ за няколко месеца, Рекс прави нейния дебют в сегмент с Кърт Хокинс, Уейд Барет и Алберто дел Рио.
На 8 септември в WWE Superstars Рекс прави завръщането си като се обединява с Хокинс, за да победят Тайтъс О'Нийл и Пърси Уотсън.
На 27 септември в епизод на WWE NXT, след като братята Усо побеждават Джей Ти Джи и Дарън Йънг, Рекс и Хокинс ги атакуват отзад. През следващите две седмици в NXT Рекс и Хокинс се изправят срещу братята Усо в отборни мачове. Рекс и Хокинс печелят първия мач, и Усо печелят втория мач. Рекс се завръща на 16 октомври, но губи от Йоши Тацу. Рекс участва в 41 Man Battle Royal за главен претендент за световната титла, но е елиминирана заедно с Кърт Хокинс, Хокинс и Рекс губят в отборна битка срещу братята Усо отново на 6 декември. Рекс и Хокинс губят от отбор „Еър Бум“ на 22 декември в епизод на WWE Superstars.

## Личен живот
От 2002 е женена за съпругата си Присила, с която имат една дъщеря, родена през 2011 г.
През февруари 2021 г. Тъфт разкрива, че е трансджендър жена.

## Интро песни
- Tyrannosaurus By Jim Johnston (WWE) (2011 –)

## Завършващи движения
- Огнен Хамър (Burning Hammer)
- Голямата Кахуна (Big Kahuna) – FCW
- Големия Ботуш (Big Boot)
- Гневна Ръка (Clothesline)
- Падащ Лист (Dropkick)
- Цамбурване от оптегача (Corner Splash)

## Титли и отличия
Световна федерация по кеч (World Wrestling Entertaiment)
- Слами Награда за най-заплашителна коса (2010)
- купата на разбиване (2010)

Про Кеч (Pro Wrestling Illustrated)
- PWI я класира #180 от 500-те най-добри кечисти в PWI 500 през 2010 г.

Световната федерация на флорида (Florida Championship Wrestling)
- Титлата в тежка категория на FCW (FCW Heavyweight Championship) – 1 път
- Отборните титли на FCW (FCW Florida Tag Team Championship) – 1 път с Джони Къртис